# Lotosový efekt

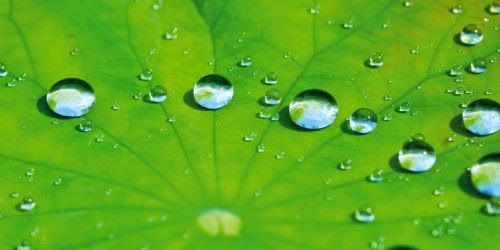
Voda se na lotosovém listu shlukuje v kapičky, které se díky povrchovému napětí udrží na povrchu

Lotosový efekt (anglicky Lotus effect) je samočisticí vlastnost, která je způsobena ultrahydrofobním povrchem lotosových listů. Tento fenomén byl poprvé studován už v roce 1964.

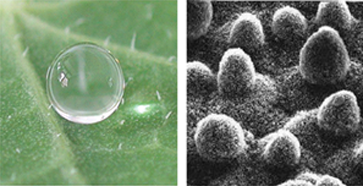
Povrch lotosových listů je pokrytý malými hrbolky, vzniklými přeměnou trichomů

## Lotos
Lotos (rod Nelumbo) je tropická vodní rostlina z čeledi leknínovitých, která zahrnuje ozdobné vytrvalé vodní rostliny. Ze dna vyrůstají dlouze řapíkaté listy plovoucí na hladině či nad hladinou, někdy rovněž i pod ní.
Tato rostlina je napříč náboženstvími a východními kulturami (především v hinduismu, dále ale i buddhismu a kultuře starého Egypta) známá jako symbol čistoty a nevinnosti, což také souvisí s faktem, že lotosy rostou v bahnitých vodách, ale jejich listy a květy nikdy nejsou pokryté nečistotami.

## Efekt

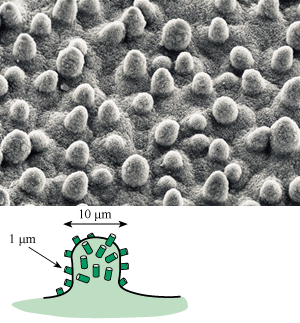
Na povrchu listu jsou drobné hrbolky s rozměrem asi dvě setiny milimetru (0,02 mm)

### Historie
Tento jev byl poprvé popsán Rulonem E. Johnsonem, Jr., a Robertem H. Dettrem v roce 1964. Jejich prací bylo vytvoření teoretického modelu, založeného na experimentech se skleněnými kuličkami potaženými parafínem nebo PTFE telomerem.
V roce 1977 na průzkumu pracoval Wilhem Barthlott, který popsal přibližně 200 druhů rostlin majících schopnost odpuzovat vodu. Později vytvořil a předvedl uměle vytvořený povrch pracující na podobném principu.

### Princip
Vysoké povrchové napětí vody způsobuje, že kapky mají téměř kulovitý tvar, protože koule má minimální povrch. Tento tvar proto minimalizuje povrchovou energii pevné látky a kapaliny. Při kontaktu kapaliny s povrchem dochází vlivem adhezních sil ke smáčení povrchu. V závislosti na struktuře povrchu a napětí kapaliny může dojít buď k úplnému, nebo neúplnému smáčení. Příčinou samočisticích vlastností je hydrofobní vodoodpudivá dvojitá struktura povrchu, která umožňuje výrazně snížit kontaktní plochu a adhezní sílu mezi povrchem a kapalinou, což vede k samočisticímu procesu. Tato hierarchická dvojitá struktura je tvořena z charakteristické pokožky (její nejsvrchnější vrstvy zvané kutikula) a krycích vosků. Pokožka listů lotosových rostlin má papily o výšce 10 μm až 20 μm a šířce 10 μm až 15 μm, na nichž jsou uloženy tzv. epikutikulární vosky. Tyto navrstvené vosky jsou hydrofobní a tvoří druhou vrstvu dvojité struktury. Tento systém se regeneruje. Tato biochemická vlastnost je zodpovědná za fungování vodoodpudivosti povrchu.
Hydrofobnost povrchu lze měřit pomocí jeho kontaktního úhlu. Čím vyšší je kontaktní úhel, tím vyšší je hydrofobicita povrchu. Povrchy s menším kontaktním úhlem než 90° se označují jako hydrofilní a povrchy s úhlem větším než 90° jako hydrofobní. Některé rostliny vykazují kontaktní úhel až 160° a označují se jako ultrahydrofobní, což znamená, že s nimi přichází do kontaktu pouze 2-3 % povrchu kapky (typické velikosti). Rostliny s dvojitě strukturovaným povrchem, jako je lotos, mohou dosáhnout kontaktního úhlu až 170°, přičemž kontaktní plocha kapky je pouze 0,6 %. To vše vede k snadnému odstraňování kapek z povrchu listu a tím k samočisticímu efektu.
Částice nečistot s extrémně zmenšenou kontaktní plochou jsou zachycovány kapkami vody, a jsou tak z povrchu snadno odstraněny. Pokud se kapka vody valí po takto znečištěném povrchu, je přilnavost mezi částicí nečistoty, bez ohledu na její chemické složení, a kapkou vyšší než mezi částicí a povrchem. Tento čisticí účinek byl prokázán na běžných materiálech, jako je nerezová ocel, pokud je vytvořen superhydrofobní povrch. Jelikož je tento samočisticí účinek založen na vysokém povrchovém napětí vody, nefunguje u organických rozpouštědel. Hydrofobnost povrchu proto není ochranou proti nelegálnímu vytváření graffiti.
Tento efekt má velký význam pro rostliny jako ochrana před patogeny, jako jsou houby nebo růst řas, a také pro živočichy, jako jsou motýli, vážky a jiný hmyz, který není schopen očistit všechny části svého těla. Dalším pozitivním účinkem samočištění je prevence znečištění plochy povrchu rostliny vystavené světlu, což vede ke snížení účinnosti fotosyntézy.

### Využití
Vědci použili nanotechnologii k výrobě řady voděodolných materiálů se samočisticími vlastnostmi; od karoserií aut a neviditelné nano stěrače, přes samočisticí fasády budov až po nano impregnaci textilu a kůže.